# Die Zoogeschichte
Die Zoogeschichte (im englischen Original: The Zoo Story) ist ein Einakter von Edward Albee, sein Erstlingswerk, das er 1958 in nur drei Wochen zu Papier brachte. Die Uraufführung des von Pinkas Braun ins Deutsche übersetzten Stückes fand – zusammen mit der deutschen Erstaufführung von Becketts Das letzte Band – am 28. September 1959 in der Werkstatt des Berliner Schillertheaters statt, die mit dieser Vorstellung eröffnet wurde. Unter der Regie von Walter Henn spielten Kurt Buecheler (Peter) und Thomas Holtzmann (Jerry). Die Aufführung wurde vom Sender Freies Berlin für das Fernsehen aufgezeichnet und u. a. am 2. Januar 1963 im zweiten Programm der ARD bundesweit ausgestrahlt. Die US-amerikanische Erstaufführung fand am 14. Januar 1960 – ebenfalls zusammen mit Das letzte Band – am Provincetown Playhouse in Greenwich Village (New York) statt mit William Daniels als Peter und George Maharis als Jerry. Auch diese Produktion war ein großer Erfolg und erlebte mehr als 500 Aufführungen.

## Handlung
Der Einakter handelt von Peter, einem in bürgerlichen Verhältnissen lebenden Familienvater, und dem alleinstehenden Jerry. Sie begegnen sich auf einer Parkbank im Central Park von New York. Jerry gelingt es, Peter nach und nach gegen dessen Willen in ein Gespräch zu verwickeln. Er erzählt, dass er gerade aus dem Zoo komme, und drängt Peter u. a. die mitleiderregende, teilweise auch ekelhafte „Geschichte von Jerry und dem Hund“ auf, die seine triste Lebenssituation beschreibt.
Als Peter – angewidert und überfordert von Jerrys schonungsloser Darstellung seines Elends – schließlich äußert, er müsse nun wirklich nach Hause gehen, akzeptiert Jerry das nicht. Er kitzelt Peter, dessen Kichern sich zu schallendem Gelächter steigert, bis dieser einwilligt, sich noch anzuhören, was heute wirklich im Zoo geschehen sei. Jerry fängt nun damit an, Peter von „seiner“ Bank zu schubsen, was der sich nicht gefallen lassen will. Plötzlich zieht Jerry ein Messer und bedroht Peter damit, lässt es dann aber fallen. Gleichzeitig provoziert er Peter weiter, bis dieser das Messer schließlich ergreift und abwehrend vor sich hält. Jerry stürzt sich auf ihn und in das Messer, um dann auf die Parkbank zurückzusinken. Während er verblutet, bringt er seine Zoogeschichte zum Abschluss. Jerry fragt sich, ob er das alles so geplant habe, was eigentlich nicht möglich, aber wohl dennoch der Fall sei. Mit einer gewissen Genugtuung konstatiert er schließlich, dass er Peter am Ende doch von seiner Parkbank vertrieben habe und dieser hier nun nie wieder die gewohnte Ruhe finden werde.

## Zusätzlicher Akt
Knapp 50 Jahre nach Erscheinen der Originalfassung der „Zoogeschichte“ fügte Albee seinem Stück einen ersten Akt Homelife hinzu, in dem statt Jerry, Peters Frau auftritt. Beide Teile zusammen ergeben nun ein neues Drama mit dem Titel At Home at the Zoo. Albee begründete das mit dem Übergewicht der Rolle des Jerry, das die „Zoogeschichte“ zu einem Anderthalb-Personen-Stück mache. Der zusätzliche erste Akt solle dem Stück mehr Gleichgewicht verleihen. Professionellen Theatern wolle er die Aufführung der „Zoogeschichte“ nur noch in Verbindung mit dem ersten Akt gestatten. Lediglich Schul- und Laientheater dürften weiterhin die einaktige Originalfassung auf die Bühne bringen.

## Interpretationsansatz
Die Zoogeschichte wurde von Albee selber als Ein Stück in einer Szene bezeichnet. Die anfangs beschauliche und friedvolle Atmosphäre im Central-Park wird durch den Auftritt Peters akzentuiert. Seine Gestalt und sein Aussehen sind unauffällig; sein Tweedanzug, seine Hornbrille und seine Pfeife sowie seine Buchlektüre deuten auf eine intellektuelle Tätigkeit; später gibt Peter seinen Beruf als Verlagslektor preis. Der Autor charakterisiert Peter in den Szenenanweisungen als jemanden, der „im Einklang mit sich und der Welt lebt“.
Die idyllische Stimmung zu Beginn wird durch den Auftritt Jerrys jäh gestört, der in den Bühnenanweisungen als „lebensmüde“ beschrieben wird. Aus dem rhetorischen Überfall Jerrys entwickelt sich dann ein Dialog, der schon nach kurzer Zeit an Dramatik gewinnt. Jerry, der den Kontakt sucht, versucht, sein Gegenüber mit Aggressionen zu provozieren; Peter hingegen ist bemüht, den Anschein der Höflichkeit zu wahren, was ihn in dem Gefühl wachsender Irritation nun zu kleinen Lügen veranlasst.
Jerry zwingt seinerseits nicht nur seinem Gesprächspartner das Gespräch auf, sondern gleicht in seinem aufsässigen Bemühen um topographische Auskünfte einem Schachspieler, der seinen Gegenspieler zu Zügen veranlasst, die dieser eigentlich nicht will. So muss Peter, der zwei Töchter hat, beispielsweise eingestehen, dass er keine weiteren Kinder mehr haben möchte.
In diesem klar in durchaus klassischer Form strukturierten Einakter werden in der Exposition neben Ort und Zeit der Handlung die wesentlichen Hintergrundinformationen über die Identität der beiden Protagonisten geliefert; mit Jerrys Darbietung seiner Geschichte von „Jerry und dem Hund“ als Parabel, deren Bedeutung Peter zunächst jedoch nicht versteht, folgt die weitere dramatische Entwicklung. Jerrys Versuch, Peter nunmehr durch nonverbale Handlungen und schließlich physische Gewaltanwendung, wie Kitzeln und gewaltsames Stoßen, den Sinn der Parabel zu verdeutlichen, führt zur Krise und Peripetie, die Peter dazu bewegt zurückzuschlagen.
Der Titelbegriff der Zoogeschichte bezieht sich auf die Erfahrung, die Jerry zuvor im Zoo gemacht hat, als er dort die Einsamkeit der Menschen vor den Käfigen beobachtete, die sich ebenso wie die Tiere in den Käfigen voreinander ängstigten und sich voller Angst belauerten. Nunmehr kann auch Peter diesen gewissen Ausdruck im Gesicht nicht länger verbergen und Jerry beginnt, wie es in den Szenenanweisungen Albees heißt, „sich mit wachsender Entschlossenheit und Überlegung auf der Bühne zu bewegen“. Er hat Peter fortan in der Hand und weiß, das sein Plan gelingen wird, mit Hilfe Peters den selbstgewählten Tod zu finden.
Peter gelingt es nicht, den seinen Frieden und seine Idylle störenden Jerry einzuordnen und seinen sozialen Status zu bestimmen bzw. ihn einer bestimmten gesellschaftlichen sozialen Gruppe zuzuordnen. Dessen ungeachtet würde eine solche soziale Zuordnung einzig die Kluft zwischen ihnen vergrößern, da gesellschaftliche Normen nichts Definitives über Jerry aussagen würden. Jerry ist sich dessen bewusst; als  bohemienhaftem amerikanischer „hipster“ ist ihm ein instinktives Wissen zu eigen im Gegensatz zu dem in einem wohlanständigen, konventionellen Leben eingeengten Peter als typischem Abbild des „American square“. Jerrys Erzählung der gleichnisartigen Geschichte von sich und dem Hund dient so dazu, die Selbstzufriedenheit Peters zu durchbrechen und ihm zu veranschaulichen, was Jerry vom Menschen und seinem „Nächsten“ erwartet. Mit der Zoogeschichte gibt Jerry Peter einen Schlüssel in die Hand zu einem Leben voller Selbstbewusstsein, das dieser nicht oder nicht mehr kennt.
Nach dem monologartig vorgetragenen Bericht Jerrys kehrt sich die Sanduhr des Unheils um: in stark reduzierter Form wiederholt sich die vorangegangene Geschichte: Jetzt muss Peter wie zuvor Jerry kämpfen; dieser übernimmt dabei in der folgenden Auseinandersetzung zwischen den beiden die Rolle des aggressiven Hundes aus der Geschichte und versucht Peter von seinem angestammten Platz, der Bank, zu vertreiben.
Diese auf den ersten Blick anscheinend sinnlose Aktion ist Teil von Jerrys Plan: der durch die Provokationen Jerrys gereizte Peter wird gezwungen, sich in dieser für ihn ungewöhnlichen Situation zu behaupten. Die Auseinandersetzung eskaliert weiter; Jerry zieht ein Messer aus der Tasche, das er aufschnappen lässt und Peter zuspielt. Sodann verhöhnt er in Form einer Steigerung Peters wesentliche Lebensinhalte, d. h. zunächst seine Katzen und Wellensittiche, dann seine Töchter und seine Ehefrau.
Nach einem weiteren kurzen Wortwechsel setzt Jerry danach den bereits zu Beginn gefassten Entschluss, sich von Peter umbringen zu lassen, in die Tat um und stürzt sich auf das Messer, das Peter in seiner Hand hält. Anschließend dankt er Peter und gesteht ihm, er habe befürchtet, Peter würde sich von der Bank verdrängen und ihn dadurch allein lassen. Im Sterben rät er Peter, „schnell“ zu verschwinden. Die letzten Worte am Ende des Einakters sind Jerrys Wiederholung bzw. Echo auf Peters jämmerlichen Schrei: „O mein Gott“. Spätestens die Schlusssequenz der Zoo Story zeigt damit unverkennbar Albees Parodie auf Liebe und Tod.
In der Zoogeschichte wird ein Muster sichtbar, das auch für die späteren Werke Albees charakteristisch ist: Einzig eine Gewalttat kann die Selbstzufriedenen aufstören und den Panzer ihrer Gleichgültigkeit oder Indolenz aufbrechen. Albee greift zur Formensprachen der Satire, um die Verzweiflung über die (zwischen-)menschliche Isolation und die Schwierigkeiten ihrer Überwindung hervorzuheben; die Gewalt selber ist dabei für ihn die zwingende Ausdrucksform der Satire.
Jerry stirbt zwar am Ende des Einakters, dennoch hat er einen Sieg errungen: für die Zuschauer wird deutlich, dass Peter nicht mehr derselbe Mensch ist, als der er zu Beginn auf der Bühne aufgetreten ist. Albees Intention richtet sich in dieser Form darauf, mit der Veränderung Peters auch die Zuschauer in ihrer Haltung zu verändern.
Jerry seinerseits gehört zu den dramatischen Figuren Albees, die eher instinktiv als intellektuell die Welt des Scheins von der des Seins unterscheiden und „sinnentleerte Konventionen ad absurdum führen“. So deckt er die Selbstlügen des angepassten Peter auf und versucht in seiner Rebellion gegen gesellschaftliche Normierungen die falschen, vorfabrizierten Leitbilder aufzudecken, hat allerdings letztlich weder die Kraft noch die Macht, sich wirksam gegen den Status quo aufzulehnen. Daher bleibt ihm nur die Möglichkeit, diesem Zustand zu entfliehen, indem er selbst den Tod wählt.
Albees Dramaturgie gestaltet sich in der Zoogeschichte zugleich durch den beständigen Umschwung von Empfindungen; Abneigung und Zuneigung wechseln sich ununterbrochen ab in dem Dialog der beiden Protagonisten; Hass und Liebe sind dabei als entgegengesetzte Leidenschaften unauflöslich miteinander verwoben. Darüber hinaus verwendet Albee in der Zoogeschichte die Mittel des Melodrams, wie z. B. Übertreibung und Sentimentalität, sowie die Mittel der Farce in der Darstellung der Aggression, um derart eine nahezu tragikomische Wirkung zu erzielen.

## Rezeptionsgeschichte
Albees Die Zoogeschichte gehört seit der Erstaufführung 1959 bis heute zum Standardrepertoire des Bühnen weltweit und hat gleichermaßen die Aufmerksamkeit der Literaturkritik und Literaturwissenschaft auf sich gezogen.
Trotz der in der Regel positiven Rezeption hat Albees Werk mit seinen Ambiguitäten zugleich Verwirrung, Konfusion und äußerst kontroverse Deutungen  hervorgerufen.
So reichen die Interpretationen des Stücks von biografischen Deutungsansätzen („psychological need for homosexual contacts“) hin zu christlich-allegorischen Ausdeutungsversuchen, in denen Jerry als Jesus-Figur und Peter als Verkörperung des Heiligen Petrus gesehen werden in einer modernen Form der überlieferten mittelalterlichen Moralitäten. Derart wird Jerrys Tod sowohl allegorisch als Opfer- bzw. Sühnetod, aber auch als erotisch motivierter Tod verstanden.
Auch die Tiermetaphorik in Albees Einakter wird unterschiedlich ausgedeutet. Der Zoo wird beispielsweise symbolisch auf den Central Park, aber auch auf New York City insgesamt oder gar die ganze Menschheit bezogen; die Hundegeschichte wird wiederum teilweise als versteckte Analogie für die Zoogeschichte gedeutet.
Der Zoo selber als Bild einer Ansammlung eingesperrter Tiere ist dabei für Albee ähnlich wie beispielsweise bei Randall Jarrell oder Allen Ginsberg das schreckliche Sinnbild bzw. Symbol für die zeitgenössische amerikanische Gesellschaft. So sagt etwa Jerry in der Zoogeschichte: I went to the zoo to find out more about the way animals exist with each other, and with people too. It wasn’t a fair test, what with everyone separated by bars from everyone else…?
Einhellig wird The Zoo Story in der Literaturwissenschaft und -kritik allerdings als bereits nahezu vollständig ausgestalteter Prototyp der späteren Werke Albees angesehen.

## Sekundärliteratur
- Helmut M. Braem: Die Zoo-Geschichte. In: Helmut M. Braem: Edward Albee, Friedrichs Dramatiker des Welttheaters, Band 63, Friedrich Verlag, Velber 1968, ohne ISBN, S. 47–54.
- John V. Hagopian: The Zoo Story. In: Hermann J. Weiand (Hrsg.): Insight IV – Analyses of Modern British and American Drama. Hirschgraben-Verlag, Frankfurt a. M. 1975, ISBN 3-454-12740-8, S. 188–192.
- Ronald Hayman: The Zoo Story. In: Ronald Hayman: Contemporary Playwrights – Edward Albee. Heinemann Verlag, London 1971, ISBN 0-435-18409-1, S. 1–12.
- Leonard G. Heldreth: From Reality to Fantasy: Displacement and Death in Albee‘s Zoo Story. In: Michele K. Langford (Hrsg.): Contours of the Fantastic: Selected Essays from the Eighth International Conference in the Fantastic of the Arts. Greenwood Press, New York 1990, ISBN 0-313-26647-6, S. 19–28.
- Irene Jansen und Stephen W. Souris: Edward Albee: The Zoo Story. In: Irene Jansen und Stephen W. Souris: Great American One-act Plays – Model Interpretations. Klett Verlag, Stuttgart 1985, ISBN 3-12-578220-1, S. 119–131.
- Martin Christadler (Hrsg.): Amerikanische Literatur der Gegenwart in Einzeldarstellungen (= Kröners Taschenausgabe. Band 412). Kröner, Stuttgart 1973, ISBN 3-520-41201-2.